# 中古自動車査定士
中古自動車査定士（ちゅうこじどうしゃさていし）とは、日本国内における、中古自動車の価格査定を行うための民間資格で、一般財団法人日本自動車査定協会が実施する「中古自動車査定士技能検定」に合格し、査定業務実施店において従事する者をいう。また、３年に一度の研修をし、資格が維持できる。

## 概要
中古自動車査定士の資格は、中古自動車の取引価格が使用状況や車体の状態など各種の要素や条件によって大きく変わるため、適正な査定を行えるよう、主に中古自動車販売店の販売員を研修・試験・認定する制度である。
中古自動車査定士の資格には、小型車査定士と大型車査定士の2種類がある。
- 小型車査定士：乗用車、商用車及び最大積載量4ｔ未満の貨物車の査定を行うことができる。
- 大型車査定士：上記以外の大型貨物車、バス等の査定を行うことができる。

なお、運転免許証とは異なり、大型査定士資格で小型の査定を行うことはできず、それぞれの車種に対応した種類の資格を取得する必要がある。
査定資格は、消費者保護の観点から、自動車の経済価値を守るためだけでなく、事故車判定も目的にしており、どういった状況の事故を起こした車両かの判断を似合う役目を担う。また、査定士は、資格証の提示を求められれば、資格証の提示が義務付けられている。
自動車の買取、下取りにおいて、事故車でないのに事故車として安く買い取る行為、2重査定が蔓延しており、そういったトラブルから、消費者を保護する目的もある。
新車自動車の販売、中古自動車の販売において、セールスマンが最低限保有しなければならない自動車構造の知識、保安構造知識であり、営業活動に必須な資格として大手ディラーは、特にコンプライアンス上、ほぼ全員に受験させているのが現状。しかし、年々合格率が低下しており、近年は、大都市圏の合格率は70%をきるようになっており、取得が難しくなっている傾向がある。

## 受験資格

### 小型車査定士
- 普通運転免許以上の免許所持者
- 自動車販売・整備の実務経験半年以上
- 日本自動車査定協会所定の研修を修了した者

### 大型車査定士
- 大型第一種運転免許以上の免許所持者
- 自動車販売・整備の実務経験半年以上
- 日本自動車査定協会所定の研修を修了した者

## 試験内容

### 学科
- 中古自動車査定制度
- 中古自動車査定基準、同細則及び加減点基準
- 自動車の構造、その他自動車に関する法規
- 保安基準、その他自動車に関する事項
- 自動車の機能、構造等自動車工学の基礎知識
- その他査定に関する事項

### 実技
- 査定の実技(乗用車)
- 査定の実技(貨物車)

想定された車両について、文章と略図を使い車両の部位と状態を示し、カーチェックシートを使って個別査定する。

## 査定士の登録
実際に「中古自動車査定士」として査定業務を行うには技能検定試験に合格した後、日本自動車査定協会に登録する必要があり、登録条件は以下の3項目である。
- 中古自動車査定士技能検定試験に合格していること
- 年齢が20歳以上であること
- 古物営業法に基づく自動車販売店に所属していること

## 過去の実施状況

### 受験者数・合格者数
- 平成24年度
  - 小型：受験者数 12881人・合格者数 10684人
  - 大型：受験者数 155人・合格者数 152人

### 合格率
- 平成24年度
  - 小型：82.9%
  - 大型：98.1%

- 平成28年度・後期
  - 小型　：72%　全国平均
- 平成29年度前期

小型車査定士　　全国平均82％
東京都　小型車査定士　合格率
27年後期　70.9％　28年前期　88％　　28年後期　72.6％　　29年前期　81，3％
26年度以降、小型車査定士に関しては、合格率が急減し、70%前後という厳しい状況が続いている。また、前期後期で合格率の変化が大きい。大型査定士は、大型免許が必要なことから、毎年100人前後の受験者しかおらず、資格取得者が非常に少ない資格である。大型査定士においては、小型査定士、整備士などの資格をもったものが受験をする上級試験でもあり、合格率は非常に高い。小型査定士は現在推定14万人、大型車査定士は1万人程度といわれる。コンプライアンス上、ますます受験者は増える傾向にあり、合格率は厳しい状況が続く傾向がある。